# Panzerkampfwagen III
Panzerkampfwagen III (съкр. Pz.Kpfw.III) е немски среден танк, използван в хода на Втората световна война. На базата на шасито на танка са създадени множество бойни и специални машини.

## История
В началото на 1934 г. Службата по въоръжение на сухопътните войски (Heereswaffenamt) обявява конкурс за проектирането на бойна машина за командирите на роти (Zugfuhrerwagen – ZW) с тегло 15 t, въоръжена с 37 mm оръдие. Участие в конкурса вземат четири компании – Friedrich Krupp АС, Rheinmetall-Borsig, MAN и Daimler-Benz.
До средата на 1936 г. компаниите са готови с прототипите си и през есента същата година започват изпитанията им на полигоните в Кумердорф и Улм. След края на изпитанията за победител е обявен прототипът на компанията Daimler-Benz, която получава поръчка да произведе първата, т.нар. „нулева серия“.
Производството на първите машини започва в началото на 1937 г. Произведени са общо 10 машини, като от тях само 8 са напълно завършени.
Новата машина получава армейското обозначение Panzerkampfwagen III, съкратено Pz.Kpfw.III. Съгласно Специалната номенклатура (нем.Kraftfahrzeuge Nummersystem der Wermacht) на Управлението по въоръжение машината получава обозначението SdKfz 141.

## Техническо описание
Средният танк Pz.Kpfw.III има класическа за немското танкостроене компоновка – с предно разположена трансмисия. Корпусът е разделен на три отделения – за управление (трансмисионно), бойно и моторно.
Отделението за управление се намира в предната част на танка. В него са разположени приводите за управление, контролните прибори, главният фрикцион, скоростната кутия, планетарният механизъм, картечницата, радиостанцията, местата на механик-водача и стрелеца-радист.
Бойното отделение е разположено в средата на корпуса. В него са разположени местата на командира, мерача и пълнача, въоръжението, боекомплекта, приборите за наблюдение и прицелните прибори. В пода е монтиран карданният механизъм, закрит с кожух.
Моторното отделение се намира в задната част на корпуса. В него е монтиран двигателят, радиаторите на охладителната система, горивният и масленият резервоари.

### Корпус
Корпусът на танка е изграден от заварени, закалени бронелистове, направени от хромирана стомана. По повърхността на бронелистовете е положена циментация. Отделните части на корпуса са съединени с болтове и ъглови крепители. На модификациите от Ausf.Е до Ausf.L от двете страни на корпуса, между втора и трета опорна ролка са монтирани евакуационни люкове.
В дъното са монтирани пет малки люка за ревизионни работи. В предната горна част на корпуса са монтирани наблюдателни прорези, прикрити с триплекс, а вляво – наблюдателният прибор на механик-водача KFF 1 (Ausf.А—D) или KFF 2 (Ausf.Е—N) и процеп за наблюдение с капак.
Над моторното отделение са монтирани два големи и два малки люка за достъп до различните агрегати на силовата установка.

### Купола
Куполата е шестоъгълна, разположена симетрично спрямо оста на танка. Изпълнена е от заварени помежду си бронелистове. Оръдието, картечницата и телескопическият прицел са монтирани в специална маска в предната ѝ част. Вляво и дясно от маската има по един процеп за наблюдение с триплексово стъкло, които се прикриват с бронекапаци.
Механизмът за въртене на куполата е механичен, с двоен привод за управление – вляво с ръчка и вдясно с маховик от оръдието. Предвидена е ръчка за превключване оборотите на въртене – бавни и бързи.
В задната част на покрива на куполата е монтирана командирска куличка с люк. В зависимост от модификацията люковете на кулата и наблюдателните процепи са различен тип. В задната част на куполата са монтирани два люка за стрелба с личното оръжие.

### Ходова част и окачване
Ходовата част на базовата машина Ausf.A се състои от пет сдвоени, гумирани опорни ролки с голям диаметър, две гумирани поддържащи ролки, водещо колело с предно разположение и направляващо колело. Окачването е индивидуално, пружинно. Веригата е с широчина 360 mm.
Ходовата част при модификациите Ausf.B-D се състои от осем сдвоени гумирани опорни ролки с малък диаметър, три гумирани поддържащи ролки, водещо колело с предно разположение и направляващо колело. Окачването на всяка тележка е индивидуално, на правоъгълни или елиптични листови ресьори. Веригата е с широчина 360 mm.
Ходовата част при модификациите Ausf.Е-G се състои от шест сдвоени гумирани опорни ролки с диаметър 520 mm, три гумирани поддържащи ролки с диаметър 310 mm, водещо колело с предно разположение и направляващо колело. Окачването е торсионно, като неподвижната част на торсиона е закрепена на специален палец и е снабден с направляващо устройство за разтоварване на страничните усилия. Първата и шестата опорни ролки са снабдени с телескопичен амортизатор.

### Силова установка
В зависимост от модификацията на танковете Pz.Kpfw.III са монтирани двигатели „Maybach“ HL 108TR, HL 120TR HL и 120TRM. Двигателите са 12-цилиндрови, V-образни, карбураторни, четиритактови. мощността на различните модели е HL 108TR – 250 к.с. (184 kW) при 3000 об/мин. и HL 120TR HL или 120TRM – 300 к.с. (220 kW) при 3000 об/мин. Диаметър на цилиндрите HL 108TR – 100 mm и HL 120TR HL или 120TRM – 165 mm., а обема – 10 838 cm³ и 11 867 cm³, съответно. Степен на сгъстяване – 6,5.
Горивната система при различните модификации се състои от 2 резервоара с обща вместимост 300 L (Ausf.A-D) или 1 резервоар с вместимост 320 L (Ausf.Е-N). Подаването на горивото е принудително, с помощта на две или три горивни помпи Solex ЕР100, диафрагмен тип. Карбураторите са два тип Solex 40 JFF II. За гориво се използва етилиран бензин с октаново число не по-ниско от 74. Разход на гориво 187 L на 100 km (при движение по шосе).
Охладителната система е водна с два водни радиатора и два вентилатора. Вместимост на охладителната система – 70 L.

### Трансмисия
Трансмисията се състои от карданна предавка, главен фрикцион, скоростна кутия, възвратен механизъм и бордови предавки. При модификациите Ausf.A-С е монтиран многодисков главен фрикцион и скоростна кутия с 5 предавки, а при Ausf.D скоростната кутия е с 6 предавки. На останалите модификации са монтирани три вида трансмисия:
– главен фрикцион от сух тип с механическо управление, механически спирачки и скоростната кутия е с 6 предавки;
– главен фрикцион от сух тип с механическо управление, хидравлически спирачки и скоростната кутия е с 6 предавки;
— маслен многодисков главен фрикцион с пневмо-хидравлическо преселекторно управление, хидравлически спирачки и безвална скоростна кутия с 10 предавки.

### Въоръжение
Поради големия брой модификации танкът Pz.Kpfw.III има различно оръдейно въоръжение.
- Pz.Kpfw.III Ausf.А—G е монтирано 37 mm оръдие KwK L/45 на компанията Rheinmetall-Borsig с дължина на цевта 45 кал. (1717 mm) и тегло – 195 kg. Вертикалното прицелване е в рамките от -10° до +20°. Затворът е клиновиден, вертикален, полуавтоматичен, а спусъкът – електрически. Оръдието има скорострелност 15 – 18 изстр./мин. Боекомплект в зависимост от модификацията: 150 (Ausf.А), 121 (Ausf.В—D) или 131 снаряда (Ausf.Е—G). Боеприпаси:
  - бронебоен подкалибрен снаряд PzGr 40 с тегло 0,685 kg и начална скорост 745 m/s;
  - осколъчно-фугасен снаряд SprGr 18 с тегло 0,615 kg и начална скорост 725 m/s.
- Pz.Kpfw.III Ausf.G-J е монтирано 50 mm оръдие KwK 38 L/42 на компанията Rheinmetall-Borsig с дължина на цевта 42 кал. (2100 mm) и тегло – 400 kg. Вертикалното прицелване е в рамките от -10° до +20°. Затворът е клиновиден, вертикален, полуавтоматичен (копирен тип), а спусъкът – електрически. Оръдието има скорострелност 15 изстр./мин. Боекомплект в зависимост от модификацията е 97 – 99 снаряда. Боеприпаси:
  - бронебоен снаряд PzGr 39 с тегло 2,06 kg и начална скорост 685 m/s;
  - бронебоен подкалибрен снаряд PzGr 40 с тегло 0,925 kg и начална скорост 1050 m/s;
  - осколъчно-фугасен снаряд SprGr 38 с тегло 1,823 kg и начална скорост 450 m/s.
- Pz.Kpfw.III Ausf.J-М е монтирано 50 mm оръдие KwK 39 L/60 на компанията Rheinmetall-Borsig с дължина на цевта 60 кал. (3000 mm) и тегло – 435 kg. Вертикалното прицелване е в рамките от -10° до +20°. Затворът е клиновиден, вертикален, полуавтоматичен (копирен тип), а спусъкът – електрически. Оръдието има скорострелност 15 изстр./мин. Боекомплект в зависимост от модификацията е 84 – 92 снаряда. Боеприпаси:
  - бронебоен снаряд PzGr 39 с тегло 2,06 kg и начална скорост 835 m/s;
  - бронебоен подкалибрен снаряд PzGr 40 с тегло 0,925 kg и начална скорост 1190 m/s;
  - бронебоен подкалибрен снаряд PzGr 40/1 с тегло 1,07 kg и начална скорост 1130 m/s;
  - осколъчно-фугасен снаряд SprGr 38 с тегло 1,823 kg и начална скорост 550 m/s.
- Pz.Kpfw.III Ausf.N е монтирано 75 mm оръдие KwK 37 на компанията Rheinmetall-Borsig с дължина на цевта 24 кал. (1765,3 mm) и тегло – 490 kg. Вертикалното прицелване е в рамките от -10° до +20°. Затворът е клиновиден, вертикален, полуавтоматичен (копирен тип), а спусъкът – електрически. Боекомплект в зависимост от модификацията е 56 – 62 снаряда. Боеприпаси:
  - бронебоен снаряд KgrRotPz с тегло 6,8 kg и начална скорост 385 m/s;
  - кумулативни снаряди Gr 38Н1/А и В с тегло 4,44 kg и начална скорост 450 m/s;
  - кумулативен снаряд Gr Gr 38Н1/С с тегло 4,8 kg и начална скорост 485 m/s;
  - осколъчно-фугасен снаряд SprGr 38 с тегло 5,73 kg и начална скорост 450 m/s.
  - димен снаряд NbGr с тегло 6,21 kg и начална скорост 455 m/s.

Противооткатната система на оръдието при всички модификации се състоят от хидравличен спирач на отката и хидропневматично накатно устройство. Разположена е от двете страни на оръдието – отдясно откатния спирач, а отляво – накатното устройство.
Прицелното оборудване на оръдието е различно в зависимост от модификацията: танковете въоръжени с 37 mm оръдие са снабдени с монокулярен телескопичен прицел TZF 5-а, танковете въоръжени с 50 mm оръдие KwK 38 – с TZF 5d, танковете въоръжени с 50 mm оръдие KwK 39 – с TZF 5е, а модификацията Ausf.N с TZF 5b. Всички прицели имат 2,4-кратно увеличение.
Допълнителното въоръжение в зависимост от модификацията на танка е различно:
- Pz.Kpfw.III Ausf.А—G – 3 х 7,92 mm картечници MG 34 на компанията RheinmetaII-Borsig. Две са сдвоени с оръдието, а третата е монтирана в корпуса. Боекомплект – 4425 патрона.
- Pz.Kpfw.III Ausf.G-N – 2 х 7,92 mm картечници MG 34 на компанията RheinmetaII-Borsig. Едната картечница е сдвоена с оръдието, а втората е монтирана в корпуса. Боекомплект – 2700 до 4950 патрона. На командирските танкове при модификациите Ausf.L—N е предвидена възможността за монтиране на зенитна картечница.

Прицелното оборудване на курсовата картечница при всички модификации е телескопичен прицел KZF 2 с 1,8-кратно увеличение.
| Въоръжение на различните модификации Pz.Kpfw.III                  | Въоръжение на различните модификации Pz.Kpfw.III | Въоръжение на различните модификации Pz.Kpfw.III  | Въоръжение на различните модификации Pz.Kpfw.III |
| Модификация                                                       | Година на производство                           | Тип на оръдието                                   | Шаси                                             |
| ----------------------------------------------------------------- | ------------------------------------------------ | ------------------------------------------------- | ------------------------------------------------ |
| Pz.Kpfw.III Ausf A (Sd.Kfz.141)                                   | 1937 г.                                          | 37 mm L/45                                        | къса база                                        |
| Pz.Kpfw.III Ausf B (Sd.Kfz.141)                                   | 1937 г.                                          | 37 mm L/45                                        | къса база                                        |
| Pz.Kpfw.III Ausf C (Sd.Kfz.141)                                   | 1937 – 1938 г.                                   | 37 mm L/45                                        | къса база                                        |
| Pz.Kpfw.III Ausf D (Sd.Kfz.141)                                   | 1938 г.                                          | 37 mm L/45                                        | къса база                                        |
| Pz.Kpfw.III Ausf E (Sd.Kfz.141)                                   | 1938 – 1939 г.                                   | 37 mm L/45 (ранен модел) 50 mm L/42 (късен модел) | къса база                                        |
| Pz.Kpfw.III Ausf F (Sd.Kfz.141)                                   | 1939 – 1940 г.                                   | 37 mm L/45 (ранен модел) 50 mm L/42 (късен модел) | къса база                                        |
| Pz.Kpfw.III Ausf G (Sd.Kfz.141)                                   | 1940 – 1941 г.                                   | 37 mm L/45 (ранен модел) 50 mm L/42 (късен модел) | къса база                                        |
| Pz.Kpfw.III Ausf H (Sd.Kfz.141)                                   | 1940 – 1941 г.                                   | 50 mm L/42 (ранен модел) 50 mm L/60 (късен модел) | къса база                                        |
| Pz.Kpfw.III Ausf J (Sd.Kfz.141) Pz.Kpfw.III Ausf J (Sd.Kfz.141/1) | 1941 – 1942 г.                                   | 50 mm L/42 (ранен модел) 50 mm L/60 (късен модел) | къса база дълга база                             |
| Pz.Kpfw.III Ausf L (Sd.Kfz.141/1)                                 | 1942 г.                                          | 50 mm L/60                                        | дълга база                                       |
| Pz.Kpfw.III Ausf M (Sd.Kfz.141/1)                                 | 1942 – 1943 г.                                   | 50 mm L/60                                        | дълга база                                       |
| Pz.Kpfw.III Ausf N (Sd.Kfz.141/2)                                 | 1942 – 1943 г.                                   | 75 mm L/24                                        | дълга база                                       |
| Pz.Kpfw.III Ausf M (Sd.Kfz.141/3)                                 | 1943 г.                                          | 14 mm огнемет Flammenwerfer                       | дълга база                                       |

### Електрическа система
Електрическата система е изпълнена по еднопроводна схема с напрежение 12 V. Потребители: електростартер, система за запалване, куполен вентилатор (Ausf.G—N), контролни прибори, осветление на прицелите, прибори за звукова и светлинна сигнализация, външно и вътрешно осветление, спусък на оръдието.
Източници на захранване са два акумулатора Bosch с капацитет 105 Ah, генератор Bosch GQL/300 с мощност 300 W (Ausf.А-G), Bosch GTLN/700 с мощност 700 W (Ausf.Е—F) или Bosch GTLN 600 с мощност 600 W (Ausf.Н—N).

### Средства за свръзка
Всички танкове Pz.Kpfw.III са снабдени с радиостанция FuG 5, която е разположена в отделението за управление, над скоростната кутия, вляво от мястото на стрелеца-радист. Далечина на свръзката: на телефония 6,4 km и на телеграфия 9,4 km.
Вътрешната връзка между членовете на екипажа се осъществява с помощта на танково разговорно устройство и светосигнален прибор.

## Сравнителни данни
| Тактико-технически характеристики на различните модификации Pz.Kpfw.III | Тактико-технически характеристики на различните модификации Pz.Kpfw.III | Тактико-технически характеристики на различните модификации Pz.Kpfw.III | Тактико-технически характеристики на различните модификации Pz.Kpfw.III | Тактико-технически характеристики на различните модификации Pz.Kpfw.III | Тактико-технически характеристики на различните модификации Pz.Kpfw.III | Тактико-технически характеристики на различните модификации Pz.Kpfw.III | Тактико-технически характеристики на различните модификации Pz.Kpfw.III | Тактико-технически характеристики на различните модификации Pz.Kpfw.III | Тактико-технически характеристики на различните модификации Pz.Kpfw.III | Тактико-технически характеристики на различните модификации Pz.Kpfw.III | Тактико-технически характеристики на различните модификации Pz.Kpfw.III | Тактико-технически характеристики на различните модификации Pz.Kpfw.III | Тактико-технически характеристики на различните модификации Pz.Kpfw.III |
| Параметри/танк                                                          | Ausf.A                                                                  | Ausf.B                                                                  | Ausf.C                                                                  | Ausf.D                                                                  | Ausf.E                                                                  | Ausf.F                                                                  | Ausf.G                                                                  | Ausf.H                                                                  | Ausf.J                                                                  | Ausf.J2                                                                 | Ausf.L                                                                  | Ausf.M                                                                  | Ausf.N                                                                  |
| ----------------------------------------------------------------------- | ----------------------------------------------------------------------- | ----------------------------------------------------------------------- | ----------------------------------------------------------------------- | ----------------------------------------------------------------------- | ----------------------------------------------------------------------- | ----------------------------------------------------------------------- | ----------------------------------------------------------------------- | ----------------------------------------------------------------------- | ----------------------------------------------------------------------- | ----------------------------------------------------------------------- | ----------------------------------------------------------------------- | ----------------------------------------------------------------------- | ----------------------------------------------------------------------- |
| Бойно тегло, т.                                                         | 15,4                                                                    | 15,9                                                                    | 16                                                                      | 19,8                                                                    | 19,5                                                                    | 19,8                                                                    | 20,3                                                                    | 21,8                                                                    | 21,5                                                                    | 21,5                                                                    | 22,7                                                                    | 22,7                                                                    | 23                                                                      |
| Екипаж                                                                  | 5                                                                       | 5                                                                       | 5                                                                       | 5                                                                       | 5                                                                       | 5                                                                       | 5                                                                       | 5                                                                       | 5                                                                       | 5                                                                       | 5                                                                       | 5                                                                       | 5                                                                       |
| Габарити, mm                                                            |                                                                         |                                                                         |                                                                         |                                                                         |                                                                         |                                                                         |                                                                         |                                                                         |                                                                         |                                                                         |                                                                         |                                                                         |                                                                         |
| Дължина                                                                 | 5690                                                                    | 5670                                                                    | 5850                                                                    | 5920                                                                    | 5380                                                                    | 5380                                                                    | 5410                                                                    | 5410                                                                    | 5520                                                                    | 6280                                                                    | 6280                                                                    | 6410                                                                    | 5520                                                                    |
| Широчина                                                                | 2810                                                                    | 2810                                                                    | 2820                                                                    | 2820                                                                    | 2910                                                                    | 2910                                                                    | 2950                                                                    | 2950                                                                    | 2950                                                                    | 2950                                                                    | 2950                                                                    | 2950                                                                    | 2950                                                                    |
| Височина                                                                | 2340                                                                    | 2390                                                                    | 2420                                                                    | 2420                                                                    | 2440                                                                    | 2440                                                                    | 2440                                                                    | 2440                                                                    | 2500                                                                    | 2500                                                                    | 2500                                                                    | 2500                                                                    | 2500                                                                    |
| Клиренс                                                                 | 380                                                                     | 375                                                                     | 375                                                                     | 375                                                                     | 385                                                                     | 385                                                                     | 385                                                                     | 385                                                                     | 385                                                                     | 385                                                                     | 385                                                                     | 385                                                                     | 385                                                                     |
| Броня, mm                                                               |                                                                         |                                                                         |                                                                         |                                                                         |                                                                         |                                                                         |                                                                         |                                                                         |                                                                         |                                                                         |                                                                         |                                                                         |                                                                         |
| Челна                                                                   | 14,5                                                                    | 14,5                                                                    | 14,5                                                                    | 30*                                                                     | 30                                                                      | 30                                                                      | 30                                                                      | 60                                                                      | 50                                                                      | 50                                                                      | 70                                                                      | 70                                                                      | 70                                                                      |
| Бордова                                                                 | 14,5                                                                    | 14,5                                                                    | 14,5                                                                    | 30                                                                      | 30                                                                      | 30                                                                      | 30                                                                      | 30                                                                      | 30                                                                      | 30                                                                      | 30                                                                      | 30                                                                      | 30                                                                      |
| Кърмова                                                                 | 14,5                                                                    | 14,5                                                                    | 14,5                                                                    | 21                                                                      | 21                                                                      | 21                                                                      | 30                                                                      | 30                                                                      | 50                                                                      | 50                                                                      | 50                                                                      | 50                                                                      | 50                                                                      |
| Горна                                                                   | 10                                                                      | 10                                                                      | 10                                                                      | 17                                                                      | 17                                                                      | 17                                                                      | 17                                                                      | 17                                                                      | 17                                                                      | 17                                                                      | 18                                                                      | 18                                                                      | 18                                                                      |
| Дъно                                                                    | 4                                                                       | 4                                                                       | 4                                                                       | 16                                                                      | 16                                                                      | 16                                                                      | 16                                                                      | 16                                                                      | 16                                                                      | 16                                                                      | 16                                                                      | 16                                                                      | 16                                                                      |
| Челна на куполата                                                       | 14,5                                                                    | 14,5                                                                    | 14,5                                                                    | 30                                                                      | 30                                                                      | 30                                                                      | 30                                                                      | 30                                                                      | 30                                                                      | 30                                                                      | 57                                                                      | 57                                                                      | 57                                                                      |
| Борд на куполата                                                        | 14,5                                                                    | 14,5                                                                    | 14,5                                                                    | 30                                                                      | 30                                                                      | 30                                                                      | 30                                                                      | 30                                                                      | 30                                                                      | 30                                                                      | 30                                                                      | 30                                                                      | 30                                                                      |
| Максимална скорост на движение, km/h                                    |                                                                         |                                                                         |                                                                         |                                                                         |                                                                         |                                                                         |                                                                         |                                                                         |                                                                         |                                                                         |                                                                         |                                                                         |                                                                         |
| По шосе                                                                 | 32                                                                      | 35                                                                      | 35                                                                      | 35                                                                      | 40                                                                      | 40                                                                      | 40                                                                      | 40                                                                      | 40                                                                      | 40                                                                      | 40                                                                      | 40                                                                      | 40                                                                      |
| На местността                                                           | 18                                                                      | 18                                                                      | 18                                                                      | 18                                                                      | 18                                                                      | 18                                                                      | 18                                                                      | 18                                                                      | 18                                                                      | 18                                                                      | 18                                                                      | 18                                                                      | 18                                                                      |
| Запас от ход, km                                                        |                                                                         |                                                                         |                                                                         |                                                                         |                                                                         |                                                                         |                                                                         |                                                                         |                                                                         |                                                                         |                                                                         |                                                                         |                                                                         |
| По шосе                                                                 | 165                                                                     | 165                                                                     | 165                                                                     | 165                                                                     | 165                                                                     | 165                                                                     | 165                                                                     | 155                                                                     | 155                                                                     | 155                                                                     | 155                                                                     | 155                                                                     | 155                                                                     |
| На местността                                                           | 95                                                                      | 95                                                                      | 95                                                                      | 95                                                                      | 95                                                                      | 95                                                                      | 95                                                                      | 85                                                                      | 85                                                                      | 85                                                                      | 85                                                                      | 85                                                                      | 85                                                                      |
| Препятствия                                                             |                                                                         |                                                                         |                                                                         |                                                                         |                                                                         |                                                                         |                                                                         |                                                                         |                                                                         |                                                                         |                                                                         |                                                                         |                                                                         |
| По ъгъл, °                                                              | 30                                                                      | 30                                                                      | 30                                                                      | 30                                                                      | 30                                                                      | 30                                                                      | 30                                                                      | 30                                                                      | 30                                                                      | 30                                                                      | 30                                                                      | 30                                                                      | 30                                                                      |
| Ров, m                                                                  | 2,7                                                                     | 2,3                                                                     | 2,3                                                                     | 2,3                                                                     | 2                                                                       | 2                                                                       | 2                                                                       | 2                                                                       | 2                                                                       | 2                                                                       | 2                                                                       | 2                                                                       | 2                                                                       |
| Стена, m                                                                | 0,6                                                                     | 0,6                                                                     | 0,6                                                                     | 0,6                                                                     | 0,6                                                                     | 0,6                                                                     | 0,6                                                                     | 0,6                                                                     | 0,6                                                                     | 0,6                                                                     | 0,6                                                                     | 0,6                                                                     | 0,6                                                                     |
| Брод, m                                                                 | 0,8                                                                     | 0,8                                                                     | 0,8                                                                     | 0,8                                                                     | 0,8                                                                     | 0,8                                                                     | 0,8                                                                     | 0,8                                                                     | 0,8                                                                     | 0,8                                                                     | 0,8                                                                     | 1,3                                                                     | 1,3                                                                     |

## Производство
| Модификация:                     | Период:        | Брой: |
| -------------------------------- | -------------- | ----- |
| Pz.Kpfw.III Ausf A               | 1937 г.        | 15    |
| Pz.Kpfw.III Ausf B               | 1937 г.        | 15    |
| Pz.Kpfw.III Ausf C               | 1937 – 1938 г. | 15    |
| Pz.Kpfw.III Ausf D               | 1938 г.        | 30    |
| Pz.Kpfw.III Ausf E               | 1938 – 1939 г. | 96    |
| Pz.Kpfw.III Ausf F               | 1939 – 1940 г. | 435   |
| Pz.Kpfw.III Ausf G               | 1940 – 1941 г. | 600   |
| Pz.Kpfw.III Ausf H               | 1940 – 1941 г. | 308   |
| Pz.Kpfw.III Ausf J (ранен)       | 1941 – 1942 г. | 1549  |
| Pz.Kpfw.III Ausf J (късен модел) | 1941 – 1942 г. | 1067  |
| Pz.Kpfw.III Ausf L               | 1942 г.        | 653   |
| Pz.Kpfw.III Ausf M               | 1942 – 1943 г. | 250   |
| Pz.Kpfw.III Ausf N               | 1942 – 1943 г. | 700   |

## Бойно използване
Първите произведени танкове Pz.Kpfw.III са приети на въоръжение през 1938 г., но не в бойните части, а в учебните центрове на немските бронетанкови войски. Всъщност през цялата 1938 г. са провеждани само войскови изпитания, в чийто ход става ясно, че ходовата част на машината е ненадеждна.
Не е потвърдено участието на Pz.Kpfw.III в аншлуса на Австрия (март) и окупацията на Судетска област през октомври 1938 г.
Със сигурност е установено, че първите 10 машини Pz.Kpfw.III са доставени във войските в началото на 1939 г. и са участвали в окупацията на Чехия и Моравия.
Предвидено е да бъдат произведени общо 2538 танка, от които 244 през 1939 г. Поради затруднения в производството към 1 септември 1939 г. на въоръжение във войските са приети 123 машини, от които 25 са командирски. От тях непосредствено участие в окупацията на Полша вземат 69 танка. Според немски източници в боевете са изгубени 40 машини, от които 26 безвъзвратно. Организационно след окупацията на Полша в немската армия са включени 10 танкови дивизии с по два танкови полка, с малки изключения. По щата всеки полк е въоръжен с 54 танка Pz.Kpfw.III и PzBfWg III. Ясно е, че щатно танковите дивизии не са бил попълнени с необходимото по щата въоръжение.
В навечерието на бойните действия на запад – 10 май 1940 г. – немската армия има на въоръжение 451 Pz.Kpfw.III, от които 70 командирски машини. В хода на бойните действия немците губят 135 танка Pz.Kpfw.III.
През пролетта на 1941 г. Pz.Kpfw.III участва в бойните действия на Балканите. Най-голямата битка, в която участват Pz.Kpfw.III, е пробивът на линията „Метакса“ в Гърция и боят между 9-а танкова дивизия и английския 3-ти кралски танков полк при гр. Птолемайс. Немците печелят в директния сблъсък с английските танкове.
В същото време Pz.Kpfw.III вземат участие и Африканската кампания, която започва на 11 март. На същата дата 5-а лека дивизия, имаща в състава си 80 танка Pz.Kpfw.III Ausf.G(trop). Малко по-късно в Африка е прехвърлена и 15-а танкова дивизия. Първият бой, в който участва Pz.Kpfw.III, е атаката при Тобрук, на 30 април 1941 г.
През май 1942 г. немските войски в Африка получават първите Pz.Kpfw.III Ausf.J c 50 mm оръдие L/60. В английските документи тези машини са обозначавани като Panzer III Special. В хода на битката при Газала немците имат на въоръжение общо от 332 танка, от които 223 – Pz.Kpfw.III от различни модификации. В хода на настъплението при Ел Аламейн Ервин Ромел разполага само със 74 Pz.Kpfw.III Ausf.J, а в края му, след като е понесъл огромни загуби, наличието на танкове е 81 боеспособни машини. След отстъплението от Ел Аламейн и загубата на Либия немците, след като получават попълнение, успяват да спрат английските войски през януари 1943 г. в Тунис. В края на Африканската кампания войските на Ромел имат на въоръжение неголям брой Pz.Kpfw.III Ausf.J, Ausf.L и Ausf.N. След капитулацията на Ромел всички немски танкове са пленени от съюзниците. В хода на Африканската кампания Pz.Kpfw.III като цяло не показва високи качества, а в края ѝ е равностоен на съюзническите машини.
Към 1 юни 1941 г. на въоръжение във Вермахта има 386 Pz.Kpfw.III с 37 mm оръдие, от които 81 в ремонт и 1090 Pz.Kpfw.III с 50 mm оръдие. В хода на месец юни се очаквало да постъпят още 133 новопроизведени машини. От тях за нахлуването в СССР са отделени 965 танка, разпределени почти равномерно в 16 от 19-те тд на Източния фронт – 6-а, 7-а и 8-а танкова дивизия са въоръжени с танкове чехословашко производство. Превъзходството по едни или други показатели на Pz.Kpfw.III спрямо съветските танкове е неголямо, а в някои случаи те дори отстъпват. Например немската машина превъзхожда съветските Т-26 по въоръжение, маневреност и бронева защита; БТ-7 по бронева защита, а Т-28 и КВ по маневреност. По тези три параметъра Pz.Kpfw.III отстъпва само на Т-34. По други показатели като количество и качество на приборите за наблюдение, качеството на прицелите, надеждност на двигателя, трансмисията и ходовата част и разделение на задълженията на екипажа Pz.Kpfw.III значително превъзхожда всички съветски машини, което при отсъствието на ярко изразено превъзходство, помагат на немската машина в повечето случаи да излезе победител в двубоите.
В хода на войната на Източния фронт немците губят безвъзвратно 660 танка Pz.Kpfw.III в периода юни-декември 1941 г. и още 338 в периода януари-февруари 1942 г. При съществуващите темпове на производство немската промишленост не е била в състояние да възстанови тези загуби. Поради тази причина Вермахтът е изпитвал хронически недостиг на средни танкове. Въпреки това Pz.Kpfw.III остава основен танк във войските. Най-големи загуби Вермахтът понася в Сталинградската битка и битката за Кавказ.
В средата на 1942 г. основната тежест за борба със съветските танкове вече пада върху A Pz.Kpfw.IV, въоръжен с дългоцевно 75 mm, а на Pz.Kpfw.III все по-често е възлагана спомагателна роля. Въпреки това те все още съставляват половината от танковия парк на Вермахта. През лятото на 1943 г. немските танкови дивизии имат танков полк със смесена двубатальонна структура. В първия батальон има една танкова рота, а във втория – две роти въоръжени с Pz.Kpfw.III. Като цяло в щата на дивизията влизат 66 линейни танка Pz.Kpfw.III.
Последната голяма битка, в която участва средният танк Pz.Kpfw.III, е операция „Цитадела“. В операцията участват 961 танка Pz.Kpfw.III от различни модификации.
В края на 1943 г. производството на Pz.Kpfw.III е прекратено и това води до рязкото намаляване на количеството им във фронтовите части и съединения. Голям част от танковете са предадени на различни учебни и резервни части или са предислоцирани на Балканите или Италия. Към ноември 1944 г. във фронтовите части има на въоръжение около 212 Pz.Kpfw.III, от които на Източния фронт – 133, на Запад – 35 и в Италия 49.
През март 1945 г. във Вермахта има на въоръжение следният брой танкове Pz.Kpfw.III L/42 – 216; Pz.Kpfw.III L/60 – 113; Pz.Kpfw.III L/24 – 205; Pz.BeobWg.III – 70; Pz.BfWg.III – 4; Berge-Pz.Kpfw.III – 30.
Съгласно немските данни в периода 1 септември 1939 – 10 април 1945 г. безвъзвратните загуби на танкове Pz.Kpfw.III 4706 машини.

## Модификации
- Pz.Kpfw.III Ausf.A – базова машина с тегло 15,5 t. Монтиран е двигател „Maybach“ HL 108TR с мощност 250 к.с. (184 kW). Развива скорост 32 km/h. Екипаж 5 чел. Габарити: 5,69х2,81х2,33 m. Въоръжение: 37 mm оръдие KwK L/46,5 и 3 7,92 mm картечници MG 34. През 1937 г. са произведени 15 машини.
- Pz.Kpfw.III Ausf.B – модификация с нова ходова част. Монтирани са осем опорни ролки с малък диаметър, окачени на листови ресьори. Командирската куличка е унифицирана с тази на Pz.Kpfw.IV Ausf.A. През 1937 г. са произведени 15 машини.
- Pz.Kpfw.III Ausf.C – модификация на Pz.Kpfw.IV Ausf.В с незначителни промени в ходовата част. В периода 1937 – 1938 г. са произведени 15 машини.
- Pz.Kpfw.III Ausf.D – модификация с увеличена бронева защита и увеличено до 19,8 t тегло. Бордовата и страничната броня е увеличена до 30 mm. Монтирана е нова командирска куличка. Направени са незначителни изменения в окачването. През 1938 г. са произведени 30 машини.
- Pz.Kpfw.III Ausf.E – модификация с изцяло подновена ходова част и тегло 19,5 t. Скорост – 40 km/h. Монтирани са шест опорни ролки, а окачването е торсионно. Двигателят е Maybach HL120TR с мощност 300 к.с. (220 kW). Променени са куполните люкове и кърмовата част на корпуса. В периода 1938 – 1939 г. са произведени 96 машини. Впоследствие всички танкове са превъоръжени с 50 mm оръдие KwK 38, а картечниците са намалени до две.
- Pz.Kpfw.III Ausf.F – модификация на Pz.Kpfw.III Ausf.E. Направени са само незначителни изменения в оборудването на бойното отделение. В периода 1939 – 1940 г. са произведени 435 машини. Впоследствие всички танкове са превъоръжени с 50 mm оръдие KwK 38, а картечниците са намалени до две.
- Pz.Kpfw.III Ausf.G – модификация на Pz.Kpfw.III Ausf.F с тегло 20,3 т. Направени са незначителни промени в корпуса. Монтирана е нова командирска кула с 5 наблюдателни прибора. Въоръжението се състои от 50 mm оръдие KwK 38 и 7,92 mm картечници MG 34. Двигателят е Maybach HL120TR с мощност 300 к.с. (220 kW). В периода 1940 – 1941 г. са произведени 600 машини, от които 45 са за нуждите на Африканския корпус и носят обозначението Pz.Kpfw.III Ausf.G(trop).
- Pz.Kpfw.III Ausf.H – модификация с променена ходова част и тегло 21,6 t. Монтирани са водещо и направляващо колело с нова конструкция, веригите са с увеличена до 400 mm широчина. В челната част на корпуса е монтирана допълнителна бронирана плоча. Кърмовият сектор на куполата е с изцяло нов дизайн. В периода 1940 – 1941 г. са произведени 308 машини.
- Pz.Kpfw.III Ausf.J – модификация с увеличена до 50 mm бронезащита на челната част на корпуса. Курсовата картечница е монтирана по нов начин към корпуса. До декември 1941 г. е монтирано стандартно 50 mm оръдие KwK 39, след това 50-mm оръдие KwK 39 с дължина на цевта 60 калибър. Общо са произведени 2616 машини.
- Pz.Kpfw.III Ausf.L (Sd.Kfz.141/1) – модификация с увеличена бронезащита и тегло 22,7 t. В челната част е прибавена 20 mm броня. Габарити: 6,41х2,92х2,51 m. Въоръжението е като на късния модел Pz.Kpfw.III Ausf.J. През 1942 г. са произведени 653 машини.
- Pz.Kpfw.III Ausf.M – последна модификация на машината, в качеството ѝ на линеен танк. Направени са незначителни промени в сравнение с Pz.Kpfw.III Ausf.L – премахнати са бордовите люкове, монтирана е система за преодолявана на водно препятствие с дълбочина до 1,3 m без предварителна подготовка. Монтирани са димови гранатомети. В периода 1942 – 1943 г. са произведени 250 машини.
- Pz.Kpfw.III Ausf.N (Sd.Kfz.141/2) – щурмови танк, въоръжен със 75 mm оръдие KwK 37 с дължина на цевта 24 калибър. Корпусът и куполата са от Pz.Kpfw.III Ausf.L или Pz.Kpfw.III Ausf.L. В периода 1942 – 1943 г. са произведени 700 машини.
- Artillerie Schlepper – артилерийски влекач.
- Befehlswagen III Ausf.D1 (Sd.Kfz 267 – 268) – командирски танк.
- Befehlswagen III Ausf.E (Sd. Kfz. 266 – 268) – командирски танк.
- Befehlswagen III Ausf.H (Sd. Kfz. 266 – 268) – командирски танк.
- Befehlswagen III Ausf.K – командирски танк.
- Beobachtungswagen III (Sd.Kfz.143) – наблюдателна машина.
- Bergepanzer III (Sd. Kfz. 143) – ремонтно-евакуационна машина.
- Flakpanzer III – самоходна зенитна установка. Не е произвеждана.
- Minenraumpanzer III – машина за разминиране. Произведен е един прототип.
- Munitionspanzerwagen III Ausf.E/F/G – бронирана машина за превоз на боеприпаси.
- Munition Schlepper – брониран влекач за превоз на боеприпаси.
- Munitionpanzer Sturmgeschütz III Ausf.G – брониран влекач за превоз на боеприпаси.
- Pz.Kpfw.III Ausf.M (Sd. Kfz. 141/3) – огнеметен танк. През периода 1942 – 1943 г. са произведени 250 машини.
- Pionierpanzerwagen III – инженерен танк.
- Panzer III Ausf.N Schienen-Kettenfahrzeug – железопътен танк.
- PzKpfw III Ausf.G/H mit Schachtellaufwerk – инженерен танк-булдозер. Произведен е 1 прототип.
- Panzer III Ausf.E(U) – танк, съоръжен за преминаване на водни прегради. Въоръжен с 37 mm оръдие.
- Panzer III Ausf.F(U) – танк, съоръжен за преминаване на водни прегради. Въоръжен с 50 mm оръдие L/42.
- Panzer III Ausf.D1(U) – командирски танк, съоръжен за преминаване на водни прегради.
- Panzer III Ausf.H(U) – командирски танк, съоръжен за преминаване на водни прегради.
- Stug 33 – 150 mm гаубица.
- Sturmgeschütz III Ausf.A/E (Sd.Kfz.141) – щурмова САУ, въоръжена със 75 mm оръдие 37 L/24 (44 сн.). Екипаж – 4 души.
- Sturmgeschütz III Ausf.F/G (Sd.Kfz.141/2) – щурмова САУ, въоръжена със 75 mm оръдие 40 L/48 (54 сн.) и 2 х 7,92 mm картечници MG 34 или MG 42 (600 пат.). Екипаж – 4 души.
- Sturmgeschütz IV (Sd. Kfz. 167) -
- Sturmhaubitze 42 (Sd.Kfz. 142/2) 105 mm L/28 (L/30) – 105 mm щурмово оръдие. Монтирано е оръдие L/28 или L/30.
- Sturmgeschütz III Flammpanzer -